# Mohamed Al-Shehhi
Mohamed Al-Shehhi (en árabe: محمد سعيد راشد الشحي‎; Emiratos Árabes Unidos, 28 de marzo de 1988) es un exfutbolista de los Emiratos Árabes Unidos que jugaba en la posición de extremo.

## Carrera

### Club
| Periodo   | Club                 | Apariciones | Goles |
| --------- | -------------------- | ----------- | ----- |
| 2006-2018 | Al-Wahda FC          | 178         | 36    |
| 2016–2017 | → Al-Dhafra (cedido) | 14          | 1     |
| 2018–2020 | Sharjah FC           | 26          | 2     |
| 2020–2021 | Al-Ittihad Kalba SC  | 6           | 0     |

### Selección nacional
Jugó para Emiratos Árabes Unidos en 56 ocasiones de 2007 a 2018 y anotó 10 goles; participó en dos ediciones de la Copa Asiática y en los Juegos Asiáticos de 2010.

## Logros

### Club
- UAE Pro League (2): 2009-10, 2018-19
- Supercopa de los Emiratos Árabes Unidos (2): 2011, 2019
- Copa de Liga de los Emiratos Árabes Unidos (1): 2017-18

### Individual
- Novato del año de la UAE League: 2006-07.
- Mejor jugador nacional de la UAE League: 2007-08.